# Popova Luka
Popova Luka is een plaats in de gemeente Janjina in de Kroatische provincie Dubrovnik-Neretva. De plaats telt 40 inwoners (2001).